# Ćukovac (Bośnia i Hercegowina)
Ćukovac (cyr. Ћуковац) – wieś w Bośni i Hercegowinie, w Republice Serbskiej, w gminie Kneževo. W 2013 roku liczyła 61 mieszkańców.